# Sergej Alexandrovič Žukov
Sergej Alexandrovič Žukov (rusky Сергей Александрович Жуков, * 8. září 1956 v Džezkazganu, Kazašské SSR, SSSR) je ruský vědec, ředitel Klastru kosmických technologií a telekomunikací (rusky Кластера космических технологий и телекоммуникаций) Fondu Skolkovo, od května 2003 je také ruským kosmonautem. Zprvu nebyl členem žádného z oddílů kosmonautů v Rusku, v létě 2009 si však podal přihlášku do oddílu Střediska přípravy kosmonautů a od 4. května 2010 do 29. dubna 2011 byl jeho členem. Neabsolvoval žádný kosmický let.

## Život

### Vědec
Sergej Žukov se narodil v Džezkazganu, střední školu dokončil v Severo-Jenisejském v Krasnojarském kraji, kam byl přeložen jeho otec, důlní inženýr. Poté byl přijat na Baumanův institut v Moskvě, obor jaderná energetika. Roku 1979 ji vystudoval s vyznamenáním. Pokračoval postgraduálním studiem, přerušeným v letech 1981–1983, kdy zastával funkci tajemníka univerzitního výboru Komsomolu. Roku 1985 obhájil kandidátskou práci ve stejném oboru.
Poté krátce působil na škole jako vědecký pracovník, ještě roku 1986 přešel do NPO Eněrgija. Zde řídil přípravu experimentů na vesmírné stanici Mir v oblasti výzkumu působení radiace na člověka a astrofyziky. V letech 1988–1989 pracoval ve Všesvazovém vědeckovýzkumném institutu problémů strojírenství.

## Novinář a manažer
Poté byl ekonomickým redaktorem sovětsko–německého časopisu Ekonomika + technika («Экономика + Техника», Wirtschaft + Technik). Od roku 1991 byl zástupcem ředitele společnosti Rossijskij biznes (Российский бизнес) a zástupcem šéfredaktora stejnojmenného časopisu. Současně v letech 1991–1992 pracoval jako zástupce vedoucího pracovní skupiny pro kosmonautiku při ruské vládě a nejvyšším sovětu. Skupina navrhla založení Roskosmosu a připravila příslušné zákony.
Od roku 1993 ve funkci prezidenta vedl Moskevský kosmický klub, zde se začal zabývat problémy využití výsledků výzkumu kosmu. Podařilo se mu přesvědčit vedení Roskosmosu a roku 1996 zorganizoval a byl jmenován generálním ředitelem Centra předávání technologií (Центр передачи технологий) s úkolem zabezpečení předávání technologií a znalostí raketového a kosmického průmyslu jiným odvětvím. V roce 2000 bylo centrum reorganizováno v Odvětvové středisko pro patentově-licenční práce a komercionalizaci výsledků vědecko-technické činnosti (Отраслевой центр по патентно-лицензионной работе и коммерциализации результатов научно-технической деятельности). Podílí se na přípravě zákonů týkajících se využití vesmíru a působí jako vedoucí vědeckých týmů zpracovávajících rozbory pro ruské úřady. Od května 2011 je výkonným ředitelem Klastru kosmických technologií a telekomunikací (Кластера космических технологий и телекоммуникаций) Fondu Skolkovo (Фонда «Сколково»).

### Kosmonaut
Už roku 1985 se ze své iniciativy přihlásil na lékařské prohlídky v Institutu lékařsko-biologických problémů. Roku 1988 prošel počátečními prohlídkami v NPO Eněrgija, ale vzápětí ze společnosti odešel. Roku 1990 se účastnil náboru novinářů v programu Vesmír dětem, ale neprošel ze zdravotních důvodů.
Při dalším pokusu se, podle rozkazu velitele vojenského letectva, od srpna 2001 podroboval testům vojenských lékařů v Středisku přípravy kosmonautů. Požadavkům vyhověl, 31. května 2002 získal souhlas k výcviku od meziresortní lékařské komise a 29. května 2003 jej sválila i meziresortní komise pro výběr kosmonautů. Absolvoval dvouletou všeobecnou kosmickou přípravu a 5. července 2005 získal kvalifikaci zkušební kosmonaut. Nestal se členem žádného oddílu kosmonautů.
V létě 2009 bylo zrušeno Středisko přípravy kosmonautů (CPK) vojenského letectva a nahrazeno stejnojmennou institucí Roskosmosu. Žukov požádal o přijetí do nyní civilního oddílu. Začátkem února 2010 byl vládní meziresortní komisí doporučen k začlenění do oddílu a dne 4. května 2010 byl příkazem náčelníka CPK Sergeje Krikaljova zařazen do oddílu. K 29. dubnu 2011 v souvislosti s novou prací z oddílu odešel.
Sergej Žukov je ženatý, manželka Taťjana je filoložka, mají dva syny.